# Lea (flod)
Lea eller Lee är en flod i England i Storbritannien som flyter mellan Leagrave Park i Leagrave i Luton och Themsen öster om London. Den är 68 km lång.